# У твојим молитвама – Баладе
У твојим молитвама – Баладе је први уживо албум српског и бившег југословенског кантаутора Ђорђа Балашевића. Снимљено је  током Балашевићевих концерата у Зетри (Сарајево, новембар 1986), Леденој дворани (Загреб, новембар 1986), Сава центру (Београд, децембар 1986), Студију М (Нови Сад, мај 1987) и Шалати (Загреб, јул 1987), албум садржи живе верзије Балашевићевих балада. На појединим нумерама се налазе Балашевићеви хумористични монолози, а на нумерама „Не волим јануар“ и „Бездан“ снимци Балашевићевог гостовања у емисији Радио Новог Сада Поп експрес. На албуму се налази до сада неснимљена "Само да рата не буде", снимљена са дечјим хором. Текст песме упозорава на рат (који ће заиста почети три године касније), испоручујући химну пацифиста широм тада још постојеће СФР Југославије.
Овим албумом је Балашевић обележио 10 година каријере.

## Песме
| №  | Назив                                                                        | Трајање |  |
| 1. | Не волим јануар (снимљено уживо у Зетри, Сарајево, новембар 1986.)           |         |  |
| 2. | Бездан (снимљено уживо у Зетри, Сарајево, новембар 1986.)                    |         |  |
| 3. | Оливера (снимљено уживо у Студију М, Нови Сад, мај 1987)                     |         |  |
| 4. | Slow Motion (снимљено уживо на Шалати, Загреб, јул 1987.)                    |         |  |
| 5. | Само да рата не буде (снимљено уживо у Студију М, Нови Сад, мај 1987)        |         |  |
| 6. | Неки нови клинци (снимљено уживо на Шалати, Загреб, јул 1987.)               |         |  |
| 7. | Не ломите ми багрење (снимљено уживо у Сава центру, Београд, децембар 1986.) |         |  |

| №  | Назив                               | Трајање |  |
| 1. | Протина кћи                         |         |  |
| 2. | Прича о Васи Ладачком               |         |  |
| 3. | Живот је море                       |         |  |
| 4. | Словенска                           |         |  |
| 5. | Неко то одгоре види све             |         |  |
| 6. | Прва љубав                          |         |  |
| 7. | Свирајте ми "Јесен стиже дуњо моја" |         |  |
| 8. | Олдази циркус                       |         |  |

| №  | Назив         | Трајање |  |
| 1. | 1987          |         |  |
| 2. | Полууспаванка |         |  |

## Постава
- Ђорђе Балашевић – вокал
- Драган Јовановић – гитара
- Елвис Станић – гитара
- Александар Кравић – бас гитара
- Александар Дујин – клавијатуре
- Мирослав Карловић – бубњеви

## Обраде
1987 - L'italiano (Тото Котуњо)